# آرمل (ویرجینیا)
آرمل (به انگلیسی: Armel) یک منطقهٔ مسکونی در ایالات متحده آمریکا است که در شهرستان فردریک، ویرجینیا واقع شده‌است.